# Alan Botrel
Pour les articles homonymes, voir Botrel.
Alan Botrel est un écrivain, traducteur et philologue français né en 1954 à Plouay (Morbihan).
Après des études de philosophie, de linguistique (Paris X, Nanterre), de philologie celtique (École pratique des hautes études, Paris) et de langue bretonne (Rennes 2), il enseigne le breton à l'Université Rennes 2 Haute Bretagne. À l'exception de l'édition de sa thèse de philologie (théâtre en breton ancien), ses publications sont des poésies en breton ou des traductions en breton depuis le grec moderne. Il a aussi collaboré à la traduction en breton de textes en russe, en irlandais et en galicien.

## Œuvre
- Pa sav an teñval, in Tri barzh, 1976
- Barzhonegoù, 1983
- Kaoteriad, éd. en collaboration avec Mark Kerrain, 1987
- La vie de sainte Nonne, versification, syntaxe, personnages, Presses Universitaires du Septentrion, 1997
- Orea, 1999
- Per atzar aquella veu, avec Lan Tangi (bilingue breton / catalan), 2004
- Govel an dremmwelioù, 2008
- Hirderioù disheñvel ar gwerzennoù ha tudennoù e Buhez santez Nonn. In : Klask, n° 4, Presses universitaires de Rennes, 2003.
- A poesia contemporañea en lingua bretona. in : Unión libre : cadernos de vida e cultura, n°2, 1997, P. p. 51-58 (en galicien).

### Traductions
- G. Aigi, Le monde de Sylvia / Bed Sylvia, 1992

#### Traductions du grec moderne
- Giorgos Seferis, Mithistorima, Teir barzhoneg kuzh,1994
- Giorgos Chimonas, Ma beajoù-me, Enebour ar barzh, 1995
- Konstantinos Kavafis, Barzhonegoù, 1997
- Didó Sotiríou, Douaroù gwad, 2000
- Kóstas Várnalis, Amzifenn gwirion Sokrates, 2002
- Stratis Doukas, Istor ur prizoniad, 2006
- Vasilis Aleksakis, Goude J.-K., 2013
- Petros Markaris, Na baeit ket, 2014 (roman policier)
- Petros Markaris, Emañ ho puhez en arvar, 2015
- Petros Markaris, Bara, Deskadurezh, Frankiz, 2016
- Petros Markaris, Peurzorn, 2018
- Petros Markaris, Tri devezh, 2020

Prix littéraires
- Prix Xavier Langleiz, 1997
-Prix Imram de la Ville de Saint-Malo, 2000
-Prix Per Roy, 2008

#### En collaboration
- G. Aigi, Ar c'henavezo diwezhañ ha barzhonegoù all (avec Gwendal Denez, Koulizh Kedez et André Markowicz), 1994
- C. O Searcaigh, Distreiñ d'ar gêr /An Bealach 'n Bhaile (avec Herve ar Bihan, Gwendal Denez et Art J. Hughes ; bilingue    breton /irlandais), 1997
- C. Rodríguez Fer, Muioc'h kalz eget mil bloaz / Moito mais que mil anos (avec Herve ar Bihan,  Gwendal Denez et María Lopo ; bilingue breton / galicien), 2000
- N. NI Dhomhnaill, Ar gwele seiz / Leaba Shioda (avec Herve ar Bihan, Gwendal Denez et Art J. Hughes ; bilingue breton / irlandais), 2000